# Nova Znameanka, Kremenciuk
Nova Znameanka (în ucraineană Нова Знам'янка) este localitatea de reședință a comunei Cervona Znameanka din raionul Kremenciuk, regiunea Poltava, Ucraina.

## Demografie
Componența lingvistică a localității Nova Znameanka
     Ucraineană (93,65%)
     Rusă (5,76%)
     Alte limbi (0,41%)
Conform recensământului din 2001, majoritatea populației localității Nova Znameanka era vorbitoare de ucraineană (93,65%), existând în minoritate și vorbitori de rusă (5,76%).